# Szucsán András
Szucsán András (Szegvár, 1935 – Csongrád, 2013. június 13.) fizikatanár, a Mikola Sándor-díj és a Rátz Tanár Úr-életműdíj kitüntetettje, Csongrád város díszpolgára.

## Életpályája
Szentesen, a Horváth Mihály Gimnáziumban érettségizett 1953-ban.
A Szegedi Tudományegyetemen szerzett fizika-matematika szakos diplomát 1957-ben. 
Szegváron, majd Csongrádon volt általános iskolai tanár.
1960-tól a csongrádi Batsányi János Gimnázium és Szakközépiskola tanára. 
Szervező munkájának eredményeként jöhetett létre Csongrádon a fizika tagozatos középiskolai képzés.
Ennek köszönhetően több tanítványa kiemelkedő eredményeket ért el az országos versenyeken.  
Tíz évig dolgozott az Eötvös Loránd Fizikai Társulat Csongrád megyei vezetőségében.

## Kitüntetései
1989-ben Mikola Sándor-díjat kapott, ezt a kiemelkedő munkát végző fizikatanárok kapják az Eötvös Loránd Fizikai Társulat tanári szakcsoportjainak javaslata alapján. A díjat Mikola Sándorról (1871-1945), a Magyar Tudományos Akadémia rendes tagjáról, a Budapesti Evangélikus Gimnázium tanáráról nevezték el. A díjhoz 1982 óta Mikola-érem is jár, Renner Kálmán szobrászművész alkotása.
A Rátz Tanár Úr-életműdíj egyik első kitüntetettje volt 2001-ben. Az ekkor alapított és a Thália Színházban átadott díjat Rátz Lászlóról (1863-1930), a Budapesti Evangélikus Gimnázium legendás hírű tanáráról neveztek el.
2003-ban Csongrád város díszpolgárává fogadta.

## Tanítványai
A kiváló tanári munka, a tehetséggondozás eredményességét tükrözik a versenyeredmények mellett a tanítványok további pályája is. A Szucsán tanítványok között, akik mindannyian büszkék volt fizikatanárukra, szép számmal találunk akadémiai doktorokat, kandidátusokat, akadémiai díjasokat, Széchenyi professzori ösztöndíjasokat. Közülük többen töltenek be kutatóintézeti és egyetemi vezető pozíciókat, váltak kiváló műszaki szakemberekké, lettek elismert tanárok, vagy váltak világhírűvé, mint Losonczi Áron, az üvegbeton feltalálója.
Szucsán András munkássága, elhivatottsága példaértékű a fizika tanítása, népszerűsítése terén. Az egyik volt tanítványa szavaival: "Az ő munkássága eredményeként alakult ki a csongrádi Batsányi Gimnáziumban az a tündöklően termékeny légkör, amelyben sok évfolyam diákjai fejlődhettek egészségesen pozitív élményekkel, rettegéstől mentes körülmények között a fizika nem könnyű tudományának területén."